# Bornesitolo
Il bornesitolo è un ciclitolo. Si trova nelle famiglie di piante delle Gentianaceae e delle Menyanthaceae. Chimicamente, è un etere metilico del D-mio-inositolo.